# Gerard Koolschijn
Gerard Koolschijn (Den Haag, 1945) is een Nederlands classicus en schrijver. Hij legde zich toe op de vertaling van klassieke literatuur, met name van de Attische tragedie en de filosoof Plato.  Hij schreef Het democratische beest over Plato en de roman Geen sterveling weet.

## Biografie
Al in zijn schooltijd op het 's-Gravenhaags Christelijk Gymnasium (later: Gymnasium Sorghvliet geheten) (1957-1963) begon Koolschijn met de vertaling van klassieke werken, wat in 1971 resulteerde in de publicatie van een vertaling van de Anabasis/Tocht der tienduizend van Xenophon, samen met Nicolaas Matsier, pseudoniem voor Tjit Reinsma. Hij studeerde klassieke talen en rechten, beide aan de Rijksuniversiteit Leiden. Hij werkte van 1975 tot 1990 - met onderbreking van één jaar voor een medewerkerschap straf- en strafprocesrecht aan de RU Leiden - in het voortgezet onderwijs als leraar op verschillende Haagse scholen en als rector van het Haagse gymnasium Sorghvliet. Koolschijns toneelvertalingen zijn van 1985 tot heden vele malen door de grote Nederlandse toneelgezelschappen op de planken gebracht.
In aansluiting op zijn thematische bloemlezing Plato, schrijver (1987) publiceerde hij Het democratische beest. Plato's tegenstander (1990). De 4e druk onder de gewijzigde titel Plato. De aanval op de democratie. verscheen in 2005.  Hij maakte ook een toneelbewerking van de Ilias van Homerus (1993). 
Hij publiceerde in 2012 Geen sterveling weet, een autobiografische roman in vijf bedrijven.
In 2016 verscheen zijn selectie van de dagboeken en brieven van Herman Hissink, onder de titel Natuurlijk bestaat God.
De acteur Hugo Koolschijn (1946-2024) was zijn een jaar jongere broer.

## Prijzen
- 1991 Martinus Nijhoff Vertaalprijs
- 2008 Oikos publieksprijs
- 2014 Littéraire Witte Prijs 2014

## Vertalingen
Aischylos
-  Het verhaal van Orestes: Agamemnon, Dodenoffer, Goede geesten  (=  Oresteia) (1995; 2012 in de Perpetua-reeks van Athenaeum-Polak & Van Gennep)
Aischylos, Sofokles, Euripides
-  Eén familie, acht tragedies: Ifigeneia in Aulis  (Euripides),  Het verhaal van Orestes  (Aischylos),  Elektra  (Sofokles),  Elektra,  Orestes,  Ifigeneia op de Krim (Euripides) (1999)
Euripides
-  Alkestis, Medea  (1989)
-  Bakchanten  (1998)
-  Elektra, Orestes  (1997)
-  Hekabe, Trojaanse vrouwen  (1996)
-  Medea  (1985)
-  Verzameld werk 1: Alkestis, Medea, De kinderen van Herakles, Hippolytos, Andromache, Hekabe  (2001)
-  Verzameld werk 2: Smekende moeders, Elektra, Herakles' waanzin, Trojaanse vrouwen, Ifigeneia op de Krim, Ion  (2002)
-  Verzameld werk 3: Helena, Oidipous' zonen, Orestes, Ifigeneia in Aulis, Bakchanten, Cykloop  (2003)
-  Medea, Bakchanten  (Perpetua-reeks, 2011) 
Herodotos
-  Veertig verhalen  (1998)
-  Zeer korte verhalen  (1987)
-  Vijftig verhalen  (2016)
Kleanthes
-  Hymne voor Zeus  in Piet Gerbrandy (red.), De mens is een dier dat kan denken (2001)
Paulus
-  Aan de Romeinen  (2009)
Plato
-  Euthyfron, Kriton  (1993)
-  Faidon  (1993)
-  Feest (Symposium), Euthyfron, Sokrates' verdediging, Kriton, Faidon  (1995), ook uitgebracht onder de titel  Sokrates' leven en dood; sinds 12e druk (2008) in de Perpetua-reeks
-  Plato, schrijver, Teksten gekozen en vertaald door Gerard Koolschijn  (1987) 
-  Plato's oplossing voor de planeet, Vertaald en samengesteld door Gerard Koolschijn  (2017)
-  Politeia , een experimentele vertaling (1975), in herziene vorm uitgebracht als  Constitutie  en vanaf de achtste druk als  De ideale staat  (2005)
-  Sokrates' verdediging  (1991)
-  Symposium  (1980), vanaf de derde druk onder de titel  Feest 
Sofokles
-  Aias, met C.M.J. Sicking (1998)
-  Elektra  (1992)
-  Elektra, Filoktetes  (1992)
-  Oidipous  (2004)
-  Oidipous, Antigone  (2008, Perpetua-reeks, vijfde druk (2016), paperback)
Vergilius
-  De val van Troje, Het verhaal van Aeneas, zang 2  (1994)
- fragmenten uit  Het verhaal van Aeneas, zangen 1,2,4,6,8,10 en 12, in  Tantae molis erat, Aeneis, een Romeins epos  (1995)
Xenofon
-  Griekse oorlogen  (1990) (= Hellenika)
-  Tocht van de tienduizend  (1971) met Tjit Reinsma; onder de titel  Anabasis, De tocht van de tienduizend  2e druk (1988) met Nicolaas Matsier; onder de titel  De tocht van de tienduizend, Anabasis  3e druk (2001); 4e druk als Salamander Klassiek (2006)